# Marc Duez (football)
Pour les articles homonymes, voir Duez.
Marc Duez est un footballeur français né le 15 mars 1958 à Valenciennes (Nord). Il a été défenseur à Valenciennes. 1,76 m pour 73 kg.

## Carrière de joueur
- 1979-1983 : US Valenciennes Anzin
- 1983-1985 : Roubaix Football[1]

## Statistiques
- 43 matchs en Division 1
- 41 matchs et 2 buts en Division 2

## Source
- Col., Football 82, Les Guides de l'Équipe, 1981, cf. page 46.